# UVS in het seizoen 1960/61
Het seizoen 1960/1961 was het zesde jaar in het bestaan van de Leidense betaaldvoetbalclub UVS. De club kwam uit in de Tweede divisie en eindigde daarin op de 14e plaats. Tevens deed de club mee aan het toernooi om de KNVB beker, hierin werd de club in de groepsfase uitgeschakeld.

## Wedstrijdstatistieken

### Tweede divisie
|       | Baronie | De Graafschap | Haarlem | Hilversum | LONGA | N.E.C. | Oldenzaal | PEC   | Rigtersbleek | Roda Sport | Tubantia | De Valk | Velox | Wilhelmina | Zeist | Zwartemeer | Zwolsche Boys |
| ----- | ------- | ------------- | ------- | --------- | ----- | ------ | --------- | ----- | ------------ | ---------- | -------- | ------- | ----- | ---------- | ----- | ---------- | ------------- |
| Thuis | 0 – 1   | 3 – 2         | 1 – 1   | 2 – 3     | 2 – 2 | 0 – 0  | 1 – 2     | 3 – 1 | 3 – 1        | 1 – 1      | 2 – 2    | 4 – 3   | 2 – 2 | 1 – 2      | 3 – 0 | 0 – 0      | 0 – 0         |
| Uit   | 0 – 1   | 4 – 2         | 1 – 0   | 2 – 2     | 2 – 0 | 1 – 0  | 2 – 1     | 2 – 0 | 1 – 1        | 6 – 2      | 4 – 2    | 1 – 2   | 1 – 0 | 4 – 1      | 4 – 5 | 3 – 0      | 1 – 1         |

### KNVB beker
| Groepsfase                                      | Excelsior                                                        | 4 – 1 (4 – 0) | UVS                                                           |
| 14 augustus 1960 Plaats: Rotterdam Woudestein   | Toon Meerman 2', 8', –' Piet Slui 7'                             |               | 80' Wim van Kampen                                            |
| Groepsfase                                      | UVS                                                              | 1 – 2 (1 – 1) | LFC                                                           |
| 17 augustus 1960 Plaats: Leiden Kikkerpolder    | Jan Nijman 20'                                                   |               | 11' Jilles van der Heyden 79' (pen.) Gerry Nachtegeller       |
| Groepsfase                                      | Sparta                                                           | 5 – 1 (2 – 1) | UVS                                                           |
| 18 september 1960 Plaats: Rotterdam Het Kasteel | Piet de Vries 10', 52' Jan Allart 17', 52' Willem van Buuren 66' |               | 5' Jan Nijman                                                 |
| Groepsfase                                      | UVS                                                              | 2 – 4 (2 – 1) | SHS                                                           |
| 1 januari 1961 Plaats: Leiden Kikkerpolder      | Gerard Duwel 15', 77'                                            |               | 6' Theo Valkenhoff 30' Terborg 55' Jan Huntink Kees Sprenkels |

## Statistieken UVS 1960/1961

### Eindstand UVS in de Nederlandse Tweede divisie 1960 / 1961
| Stand | Gespeeld | Gewonnen | Gelijk | Verloren | Punten | Doelpunten voor | Doelpunten tegen |
| ----- | -------- | -------- | ------ | -------- | ------ | --------------- | ---------------- |
| 14e   | 34       | 8        | 11     | 15       | 27     | 48              | 62               |

### Topscorers
| #      | Naam                | Goal |
| ------ | ------------------- | ---- |
| 1.     | Jan Nijman          | 21   |
| 2.     | Han Verhoeks        | 7    |
| 3.     | Wim van Kampen      | 6    |
| 4.     | André Hak           |      |
| 4.     | Koos van Weerlee    |      |
| 6.     | Gerard Duwel        | 2    |
| 6.     | Freek Filippo       | 2    |
| 6.     | Jacques van Leeuwen | 2    |
| Totaal | Totaal              | 48   |

| #      | Naam           | Goal |
| ------ | -------------- | ---- |
| 1.     | Gerard Duwel   | 2    |
| 1.     | Jan Nijman     | 2    |
| 3.     | Wim van Kampen | 1    |
| Totaal | Totaal         | 5    |

## Voetnoten
Baronie · De Graafschap · Haarlem · Hilversum · LONGA · N.E.C. · Oldenzaal · PEC · Rigtersbleek · Roda Sport · Tubantia · UVS · De Valk · Velox · Wilhelmina · Zeist · Zwartemeer · Zwolsche Boys